# Alchemy: Dire Straits Live
Alchemy: Dire Straits Live (englisch für: „Alchemie: Dire Straits live“) ist das erste Livealbum der britischen Rockband Dire Straits, welches im März 1984 veröffentlicht wurde.

## Hintergrund
Nachdem sämtliche Konzertmitschnitte der großen Love-over-Gold-Welttournee nicht den Qualitätsansprüchen der Band für eine Veröffentlichung auf einem Album genügten, gaben die Dire Straits zwei weitere Konzerte im Hammersmith Odeon in London. Hieraus entstand das Album Alchemy, das erste Livealbum der Band. Aufgrund seiner Länge wurde es auf zwei LPs veröffentlicht. Das Albumcover ist gekennzeichnet durch zwei Pfeile, einmal voneinander weg, dann aufeinander zu. Dies war auch das Logo des Konzerts.
Die erste LP beginnt mit einem kurzen Intro, dann folgt Once Upon a Time in the West, das von Gitarrensoli Mark Knopflers geprägt ist. Die Livefassung von Sultans of Swing, einem der bekanntesten Lieder der Dire Straits, stellt neben Telegraph Road, einem epischen Stück mit einer Länge von etwa einer Viertelstunde, das Herzstück des Albums dar. Mit Going Home – Theme from Local Hero, einem Stück aus Reihen der Filmmusik Knopflers, wird das Konzert und somit das Album mit ruhigen Gitarrentönen geschlossen.
Im Mai 2010 erschien ein überarbeiteter Mitschnitt auf DVD und Blu-ray Disc.

## Titelliste

### CD
CD 1
1. Once Upon a Time in the West (Mark Knopfler) – 13:01
  - Intro: Stargazer ((Mark Knopfler); Instrumental vom Local-Hero-Soundtrack)
2. Expresso Love (Mark Knopfler) – 5:45
3. Romeo and Juliet (Mark Knopfler) – 8:17
4. Love over Gold (Mark Knopfler) – 3:27
5. Private Investigations (Mark Knopfler) – 7:34
6. Sultans of Swing (Mark Knopfler) – 10:54

CD 2
1. Two Young Lovers (Mark Knopfler) – 4:49
2. Tunnel of Love (Mark Knopfler) – 14:29
  - Ende des Intros: Der Karussell-Walzer (Richard Rodgers, Oscar Hammerstein II) – 4:10 bis 4:30 von Tunnel of Love
3. Telegraph Road (Mark Knopfler) – 13:37
4. Solid Rock (Mark Knopfler) – 6:01
5. Going Home: Theme of the Local Hero (Mark Knopfler) – 6:05

### Kassette und LP
Bei der Kassetten- und LP-Version weicht die Titelreihenfolge auf der ersten Kassette/LP leicht ab und der Song Love Over Gold fehlt:
Seite 1 (auf Kassette 1 / LP 1)
1. Once Upon a Time in the West (Mark Knopfler) – 13:01
2. Romeo and Juliet (Mark Knopfler) – 8:17

Seite 2 (auf Kassette 1 / LP 1)
1. Expresso Love (Mark Knopfler) – 5:45
2. Private Investigations (Mark Knopfler) – 7:34
3. Sultans of Swing (Mark Knopfler) – 10:54

Seite 1 ( auf LP 2 )
1. Two Young Lovers
2. Tunnel of Love

Seite 2 ( auf LP 2 )
1. Telegraph Road
2. Solid Rock
3. Going Home – Theme From ’Local Hero’

## Kritiken
Die Kritiker lobten das Livealbum, auch im direkten Vergleich mit dem später entstandenen On the Night, so etwa die Zeitschrift Audio: „Die Doppel-CD Alchemy – Live ist eine vitalere Konzertkonserve als On the Night – sehr schön das elegische Local-Hero-Thema Going Home.“

## Kommerzieller Erfolg

### Chartplatzierungen
Album
| ChartsChartplatzierungen       | Höchstplatzierung | Wochen/ Monate |
| ------------------------------ | ----------------- | -------------- |
| Deutschland (GfK)              | 8 (30 Wo.)        | 30 Wo.         |
| Österreich (Ö3)                | 9 (11,5 Mt.)      | 11,5 Mt.       |
| Schweiz (IFPI)                 | 3 (16 Wo.)        | 16 Wo.         |
| Vereinigte Staaten (Billboard) | 46 (18 Wo.)       | 18 Wo.         |
| Vereinigtes Königreich (OCC)   | 3 (164 Wo.)       | 164 Wo.        |

| ChartsJahrescharts (1984) | Platzierung |
| ------------------------- | ----------- |
| Deutschland (GfK)         | 50          |
| Schweiz (IFPI)            | 29          |

| ChartsJahrescharts (1985) | Platzierung |
| ------------------------- | ----------- |
| Österreich (Ö3)           | 20          |

Videoalbum
| ChartsChartplatzierungen     | Höchstplatzierung | Wochen |
| ---------------------------- | ----------------- | ------ |
| Österreich (Ö3)              | 5 (… Wo.)         | …      |
| Schweiz (IFPI)               | 6 (13 Wo.)        | 13     |
| Vereinigtes Königreich (OCC) | 2 (… Wo.)         | …      |

### Auszeichnungen für Musikverkäufe
| Land/Region                  | Auszeichnungen für Musikverkäufe (Land/Region, Auszeichnung, Verkäufe) | Verkäufe  |
| ---------------------------- | ---------------------------------------------------------------------- | --------- |
| Australien (ARIA)            | Gold                                                                   | 35.000    |
| Brasilien (PMB)              | Platin                                                                 | 250.000   |
| Deutschland (BVMI)           | Gold                                                                   | 250.000   |
| Frankreich (SNEP)            | Gold                                                                   | 100.000   |
| Kanada (MC)                  | Gold                                                                   | 50.000    |
| Neuseeland (RMNZ)            | 2× Platin                                                              | 40.000    |
| Niederlande (NVPI)           | Platin                                                                 | 178.231   |
| Spanien (Promusicae)         | Gold                                                                   | 50.000    |
| Vereinigte Staaten (RIAA)    | Gold                                                                   | 500.000   |
| Vereinigtes Königreich (BPI) | Platin                                                                 | 300.000   |
| Insgesamt                    | 6× Gold · 5× Platin ·                                                  | 1.753.231 |

| Land/Region                  | Auszeichnungen für Musikverkäufe (Land/Region, Auszeichnung, Verkäufe) | Verkäufe |
| ---------------------------- | ---------------------------------------------------------------------- | -------- |
| Australien (ARIA)            | Gold                                                                   | 7.500    |
| Brasilien (PMB)              | Gold                                                                   | 15.000   |
| Frankreich (SNEP)            | Platin (VHS) · + Gold (DVD)                                            | 25.000   |
| Portugal (AFP)               | Gold                                                                   | 4.000    |
| Vereinigtes Königreich (BPI) | Gold                                                                   | 25.000   |
| Insgesamt                    | 5× Gold · 1× Platin ·                                                  | 76.500   |

## Weitere teilnehmende Musiker
- Saxophon: Mel Collins
- Perkussion: Joop de Korte
- Keyboard: Tommy Mandel